# 필리핀 남북도시철도
필리핀 남북도시철도(영어: North–South Commuter Railway)는 필리핀 루손섬에서 건설 중인 147km의 통근 철도이다. 타를락주 카파스의 뉴 클락 시티에서 라구나주 칼람바까지 36개의 역과 4개의 서비스를 제공하며, 마닐라 지역 내 연결성을 향상시킬 것으로 기대된다.

## 배경
필리핀은 철도를 포함한 대중교통 시스템이 부족하다. 퇴근 시간대 수도 마닐라 시내에서 10㎞ 떨어진 마닐라 국제공항까지 이동 시간은 약 2시간 정도이다. 필리핀 정부의 분석 결과, 2016년 마닐라와 그 주변의 도로 정체로 248억 달러의 경제 손실이 발생하였다.
이에 필리핀 정부와 ADB는 철도 인프라를 확충한다는 계획에 따라 2026년 12월 완공, 2029년 개통을 목표로 필리핀 남북도시철도를 건설 중에 있다. 열차는 시속 160km로 달리기 때문에 개통 시 통근 시간은 절반 정도 주는 효과가 기대되고 있다. 또한, 공사 중 신규 일자리 창출 효과가 약 25,000명, 공사 후에는 약 1,400명으로 추산된다.

## 건설
- 발주: 필리핀 교통부
- 재원: 아시아개발은행 차관

아시아개발은행(ADB)이 이 프로젝트에 총 70억 달러의 자금을 조달하는 형태로 참여하였다.
| 구간                                    | 범위                                                          | 건설사                                                  | 수여일                           |
| 투투반-말롤로스 구간 (JICA 조달)        | 투투반-말롤로스 구간 (JICA 조달)                              | 투투반-말롤로스 구간 (JICA 조달)                        | 투투반-말롤로스 구간 (JICA 조달) |
| --------------------------------------- | ------------------------------------------------------------- | ------------------------------------------------------- | -------------------------------- |
| CP 01                                   | 발렌수엘라-보카우에 구간 건설                                 | 다이세이 주식회사 DMCI                                  | 2019년 5월                       |
| CP 01                                   | 발렌수엘라-보카우에 구간 건설                                 | TBA for Section 1                                       |                                  |
| CP 02                                   | 보카우에-말롤로스 구간 건설                                   | 미쓰이 스미토모 건설                                    | 2019년 1월                       |
| CP 03                                   | 투투반-말롤로스 철도 차량                                     | 스미토모 상사 종합차량제작소                            | 2019년 7월                       |
| CP 04                                   | 전기 및 기계(E&M) 시스템                                      | 히타치 레일 이탈리아                                    | 2022년 11월                      |
| CP 05                                   | 투투반-솔리스 구간 건설                                       | TBA                                                     | TBA                              |
| Malolos-Clark 철도 토목 공사 (ADB 조달) |                                                               |                                                         |                                  |
| CP N-01                                 | Malolos-San Simon 구간 건설                                   | 메가와이드 현대건설 동아지질                            | 2020년 9월                       |
| CP N-02                                 | 산토 토마스-산 페르난도, 팜팡가 구간 건설                     | 악시오나 DL이앤씨                                       | 2020년 10월                      |
| CP N-03                                 | 멕시코-클라크(마발라카트) 구간 건설                           | 이탈리아-태국 개발                                      | 2020년 10월                      |
| CP N-04                                 | 클라크(마발라카트)-클라크 국제공항 구간 건설                  | EEI 악시오나                                            | 2020년 8월                       |
| CP N-05                                 | 마발라카트에 33-깜타르(82ac) 창고 및 주요 운영 통제 센터 건설 | 포스코이앤씨                                            | 2020년 8월                       |
| CP S-01                                 | Solis-Blumentritt 구간(Blumentritt 연장) 건설                 | PT Adhi Karya PT PP                                     | 2023년 2월                       |
| 남부 철도 토목 공사 (ADB 조달)          |                                                               |                                                         |                                  |
| CP S-02                                 | Blumentritt-Paco 구간 건설                                    | 악시오나 DMCI                                           | 2023년 2월                       |
| CP S-03a                                | Paco-Senate 구간 건설                                         | Leighton Contractors (Asia) First Balfour               | 2023년 6월                       |
| CP S-03b                                | 상원-FTI 구간 건설 및 메트로 마닐라 지하철 상원역 터널 공사   | Leighton Contractors (Asia) First Balfour               | 2023년 2월                       |
| CP S-03c                                | FTI-Sucat 구간 건설                                           | PT Adhi Karya PT PP                                     | 2023년 6월                       |
| CP S-04                                 | 수캇-산페드로 구간 건설                                       | 현대건설 동아지질                                       | 2022년 9월                       |
| CP S-05                                 | San Pedro-Cabuyao 구간 건설                                   | 현대건설 동아지질                                       | 2022년 9월                       |
| CP S-06                                 | Cabuyao–Calamba 구간 건설                                     | 현대건설 동아지질                                       | 2022년 9월                       |
| CP S-07                                 | Banlic 창고 건설                                              | 롯데건설 Gülermak EEI Corporation                       | 2022년 9월                       |
| 기타 연관 계약 (JICA 조달)              |                                                               |                                                         |                                  |
| CP NS-01                                | Malolos-Clark 및 Manila-Calamba 철도 전기 및 기계(E&M) 시스템 | 미쓰비시상사 알스톰 Colas Rail                          | 2023년 2월                       |
| CP NS-02                                | Malolos-Clark 및 South Commuter 철도 차량                     | 스미토모 상사 종합차량제작소                            | 2022년 1월                       |
| CP NS-03                                | 특급열차                                                      | 미쓰비시상사 Construcciones y Auxiliar de Ferrocarriles | 2023년 10월                      |